# LDS (Formula 1)
LDS je nekdanje južnoafriško moštvo Formule 1, ki je v prvenstvu sodelovalo med sezonama 1962 in 1963 ter 1965 in 1968. Moštvo je nastopilo na petih dirkah za Veliko nagrado Južne Afrike, kjer niso osvojili prvenstvenih točk, so pa osvojili najboljši štartni položaj. Za LDS so dirkali Doug Serrurier, Sam Tingle in Jackie Pretorius. 